# Bittacus whartoni
Bittacus whartoni is een schorpioenvlieg uit de familie van de hangvliegen (Bittacidae). De wetenschappelijke naam van de soort is voor het eerst geldig gepubliceerd door Byers in 2000.
De soort komt voor in Mexico (Oaxaca).